# Finale du Grand Prix IAAF 1992
Navigation
Édition précédente Édition suivante
La 8e Finale du Grand Prix de l'IAAF a eu lieu le 4 septembre 1992 au Stadio comunale de Turin. Dix-sept épreuves figurent au programme (9 masculines et 8 féminines).

## Classement général

### Hommes
1. Kevin Young : 63 points
2. Werner Günthör : 63 points
3. Igor Astapkovich : 59 points

### Femmes
1. Heike Drechsler : 63 points
2. Merlene Ottey : 61 points
3. Trine Hattestad : 59 points

## Résultats

### Hommes
| Épreuves          | Or                                               | Argent                                               | Bronze                                              |
| ----------------- | ------------------------------------------------ | ---------------------------------------------------- | --------------------------------------------------- |
| 100 m             | Dennis Mitchell États-Unis 10 s 09               | Carl Lewis États-Unis 10 s 18                        | Leroy Burrell États-Unis 10 s 20                    |
| 800 m             | Andrea Benvenuti Italie 1 min 45 s 61            | Nixon Kiprotich Kenya 1 min 45 s 92                  | Tom McKean Royaume-Uni 1 min 46 s 06                |
| Mile              | Wilfred Kirochi Kenya 4 min 00 s 06              | William Kemei Kenya 4 min 00 s 19                    | Joseph Chesire Kenya 4 min 00 s 24                  |
| 5 000 m           | Brahim Boutayeb Maroc 13 min 45 s 42             | Paul Bitok Kenya 13 min 45 s 90                      | William Sigei Kenya 13 min 46 s 92                  |
| 400 m haies       | Kevin Young États-Unis 48 s 16                   | Winthrop Graham États-Unis 48 s 25                   | Samuel Matete Zambie 48 s 34                        |
| Saut en hauteur   | Patrik Sjöberg Suède 2,33 m                      | Troy Kemp Bahamas 2,33 m                             | Charles Austin États-Unis 2,25 m                    |
| Triple saut       | Brian Wellman Bermudes 17,25 m                   | Frank Rutherford Bahamas 17,15 m                     | Leonid Voloshin Équipe unifiée de l’ex-URSS 16,99 m |
| Lancer du poids   | Werner Günthör Suisse 20,92 m                    | Gregg Tafralis États-Unis 20,72 m                    | Alessandro Andrei Italie 20,14 m                    |
| Lancer du marteau | Igor Nikulin Équipe unifiée de l’ex-URSS 80,24 m | Igor Astapkovich Équipe unifiée de l’ex-URSS 79,52 m | Lance Deal États-Unis 79,34 m                       |

### Femmes
| Épreuves          | Or                                                           | Argent                                                     | Bronze                                              |
| ----------------- | ------------------------------------------------------------ | ---------------------------------------------------------- | --------------------------------------------------- |
| 200 m             | Merlene Ottey Jamaïque 22 s 03                               | Irina Privalova Équipe unifiée de l’ex-URSS 22 s 06        | Gwen Torrence États-Unis 22 s 10                    |
| 400 m             | Olga Bryzgina Équipe unifiée de l’ex-URSS 50 s 22            | Sandie Richards Jamaïque 50 s 51                           | Ximena Restrepo Colombie 50 s 64                    |
| 1 500 m           | Lyudmila Rogachova Équipe unifiée de l’ex-URSS 4 min 19 s 49 | Lyubov Kremlyova Équipe unifiée de l’ex-URSS 4 min 19 s 62 | Violeta Beclea Roumanie 4 min 19 s 68               |
| 5 000 m           | Sonia O'Sullivan Irlande 15 min 18 s 44                      | Hellen Kimaiyo Kenya 15 min 19 s 20                        | Christien Toonstra Pays-Bas 15 min 19 s 51          |
| 100 m haies       | Gail Devers États-Unis 12 s 73                               | Michelle Freeman Jamaïque 12 s 88                          | Lynda Tolbert États-Unis 12 s 89                    |
| Saut en longueur  | Heike Drechsler Allemagne 7,12 m                             | Jackie Joyner-Kersee États-Unis 6,98 m                     | Inessa Kravets Équipe unifiée de l’ex-URSS 6,80 m   |
| Lancer du disque  | Ilke Wyludda Allemagne 67,90 m                               | Larisa Korotkevich Équipe unifiée de l’ex-URSS 65,70 m     | Irina Yatchenko Équipe unifiée de l’ex-URSS 65,50 m |
| Lancer du javelot | Trine Hattestad Norvège 66,58 m                              | Natalya Shikolenko Équipe unifiée de l’ex-URSS 63,66 m     | Silke Renk Allemagne 62,10 m                        |